# Кизилту (Акжарський район)
Кизилту́ (каз. Қызылту) — село у складі Акжарського району Північноказахстанської області Казахстану. Входить до складу Ленінградського сільського округу, раніше було центром та єдиним населеним пунктом ліквідованої Кизилтуської сільської ради.
Населення — 387 осіб (2021; 555 у 2009, 906 у 1999, 1043 у 1989).
Національний склад станом на 1989 рік:
- росіяни — 35 %
- казахи — 33 %.

До 2009 року село називалось Кизилтуське.